# Sveriges militärhistoriska arv
Sveriges militärhistoriska arv är ett nätverk bestående av 27 statliga och statligt stödda museer i Sverige. Statens försvarshistoriska museer och Statens maritima museer leder och stöder det gemensamma nätverket. Museerna är spridda över hela landet och huvuddelen behandlar Sveriges försvar under det kalla kriget. Ett mindre antal är inriktade på äldre tider.

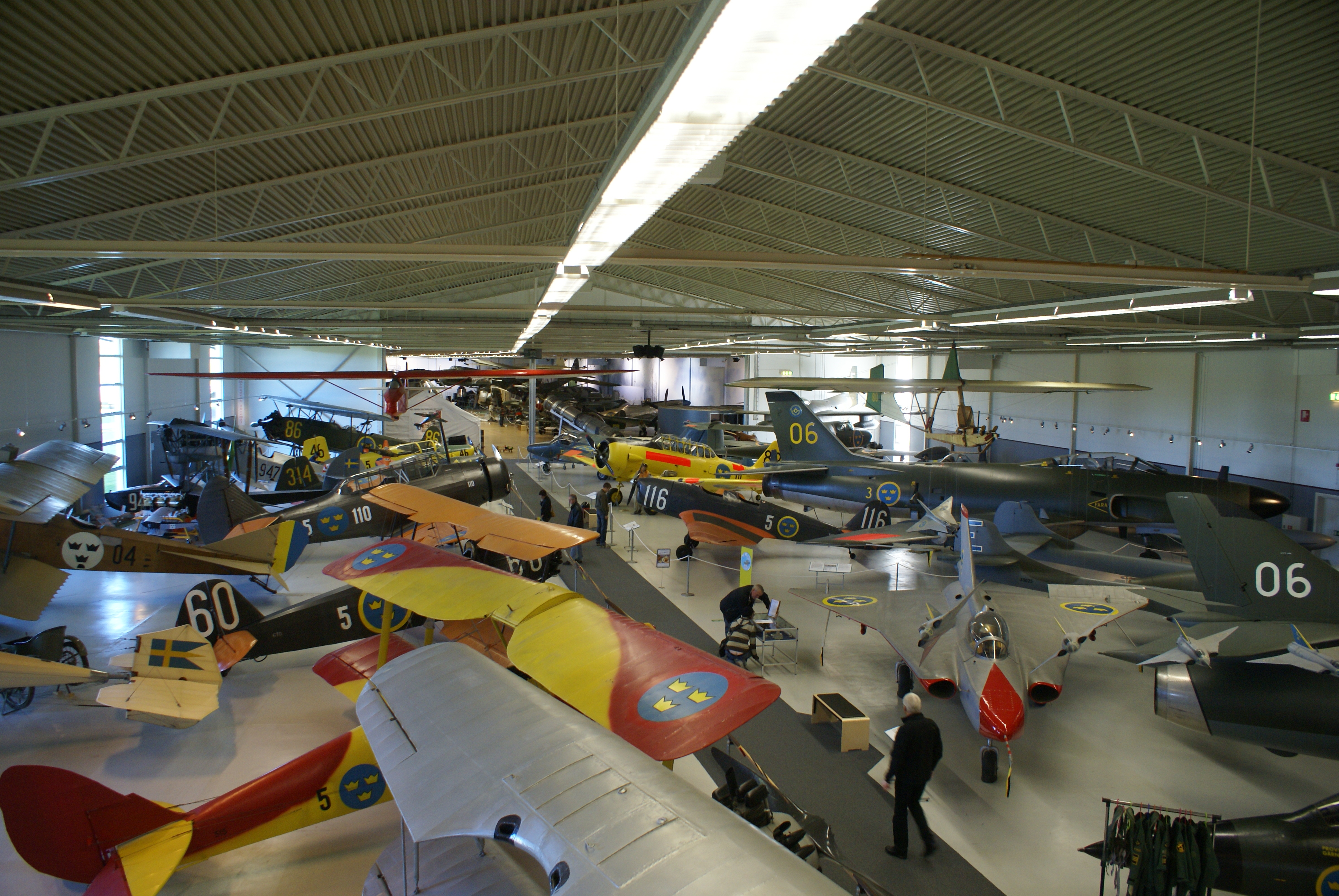
Flygvapenmuseum.

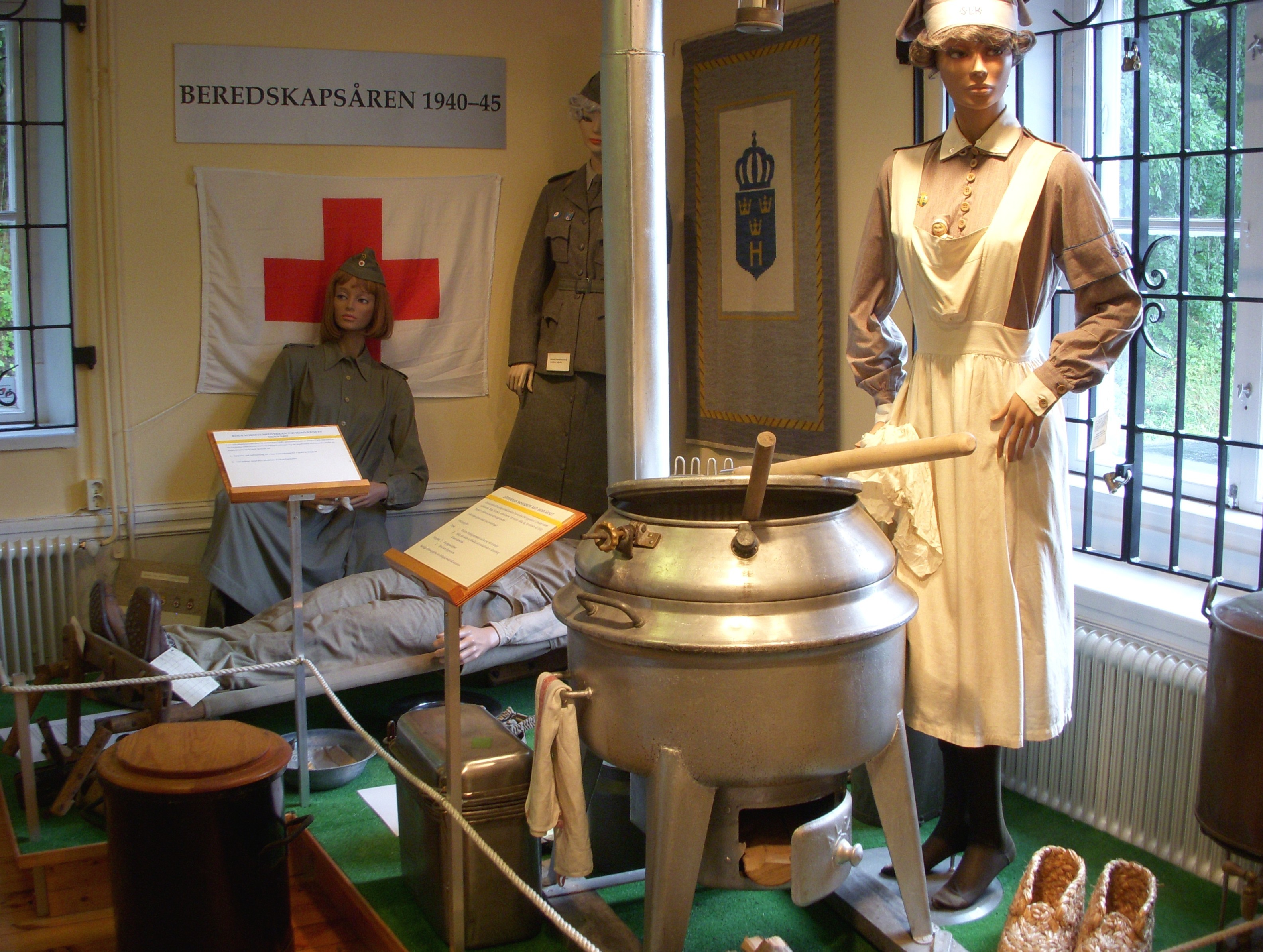
Hemvärnsmuseet.

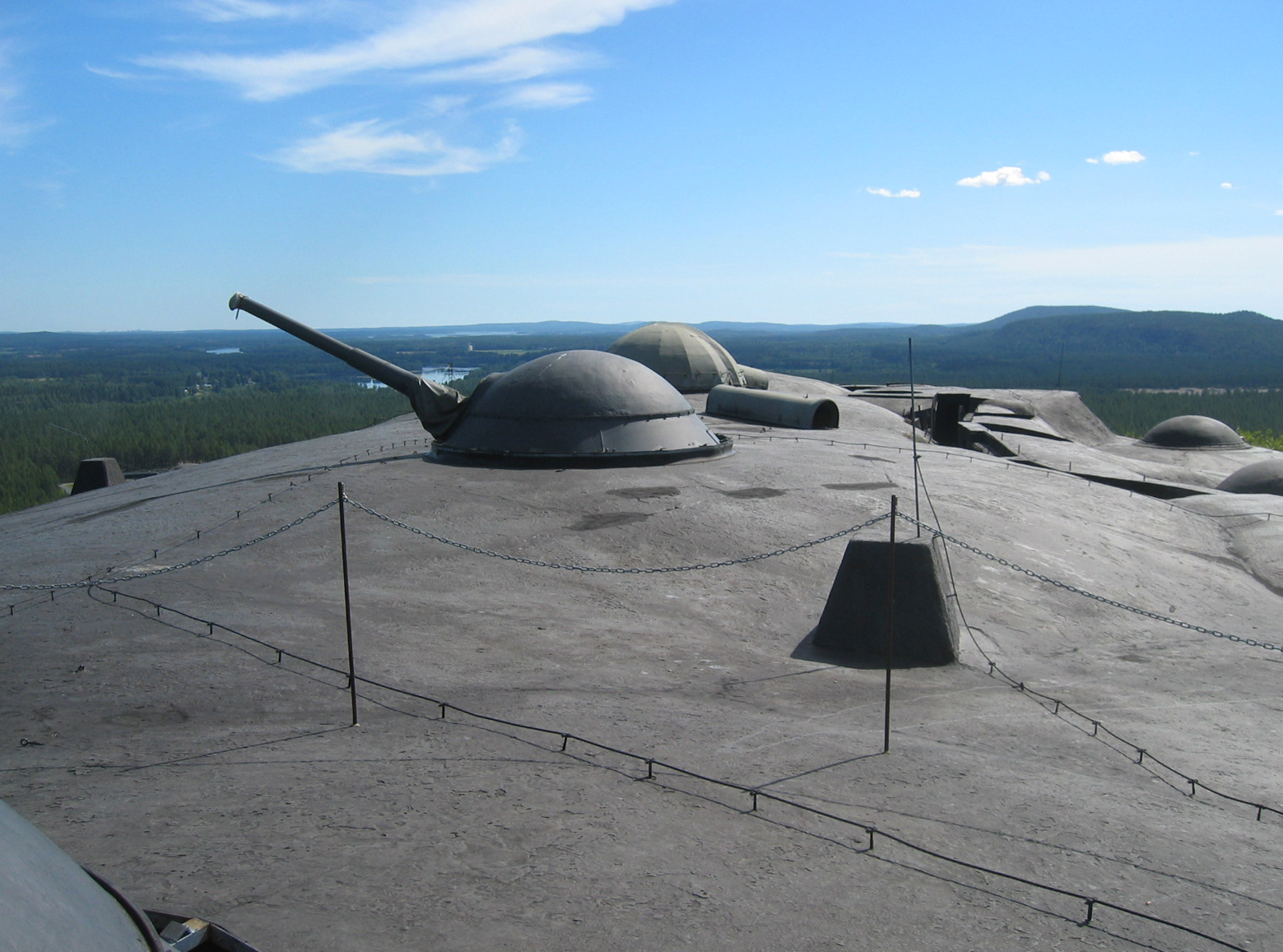
Rödbergsfortet.

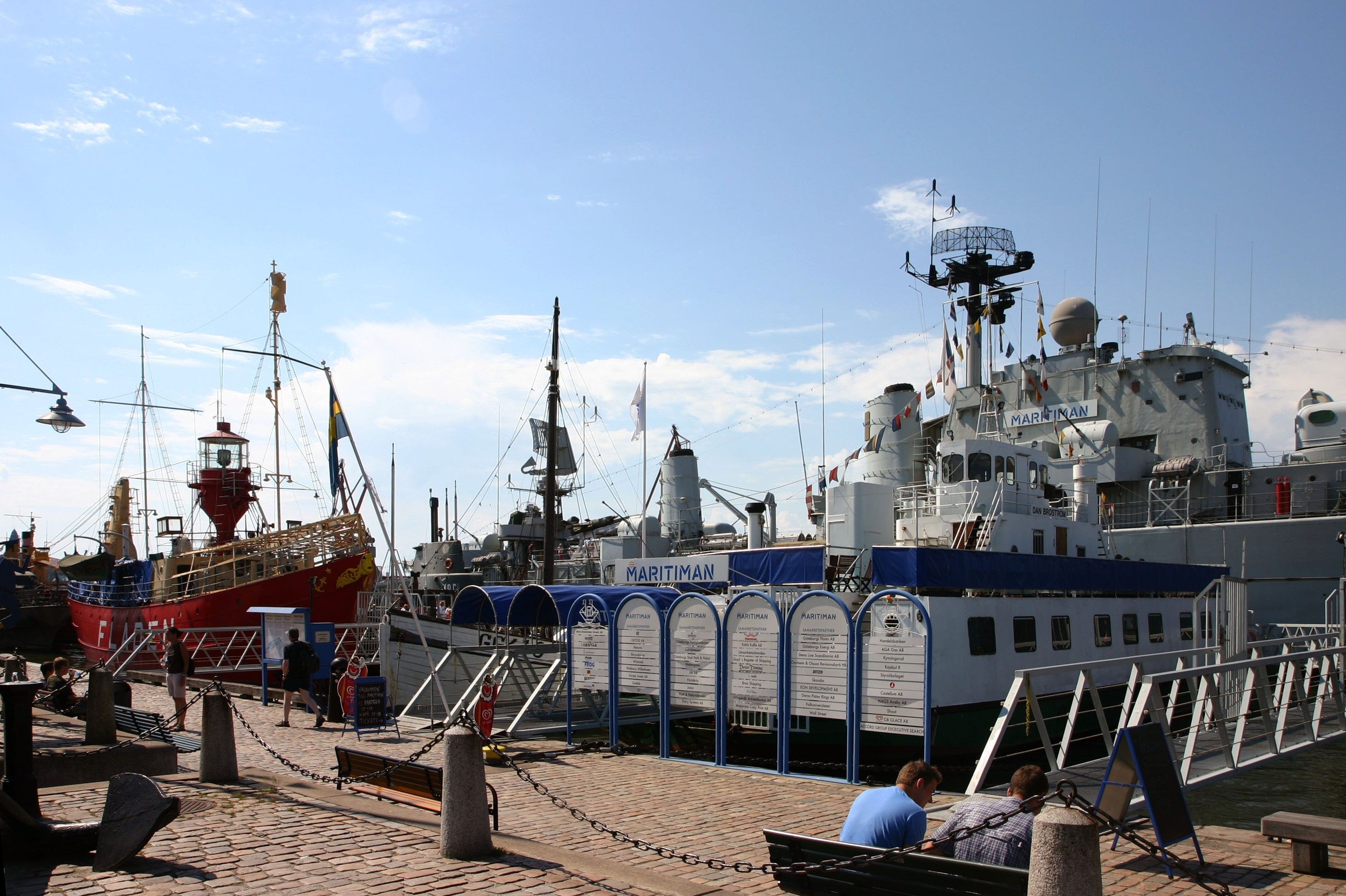
Maritiman.

## Nätverkets uppdrag
Sedan den 1 januari 2009 leder Statens försvarshistoriska museer och Statens maritima museer gemensamt nätverket Sveriges militärhistoriska arv (SMHA).
Museimyndigheterna delar ut statsbidrag till verksamheterna och till olika typer av projekt.
Kansliet stödjer 24 av totalt 27 nätverksmuseer med statsbidrag, marknadsföring, registrering, hantering och transport av föremål. Även med utformning och produktion av utställningar och pedagogiska koncept, samt i säkerhetsrelaterade frågor. Centralmuseerna Armémuseum, Flygvapenmuseum och Marinmuseum får inget stöd av SMHA kansli.
Kansliet bedriver samverkan med andra museiföreningar, organisationer och med Försvarsmakten,

## Att förvalta arvet efter kalla kriget
År 2005 tillsattes en statlig utredning med titeln "Försvar i förvar" som hade i uppgift att hitta ett sätt att bevara och förvalta Sveriges militärhistoriska arv från kalla krigets dagar (1945-1989).
Ett par år senare fattade Riksdagen beslut om att ge ekonomiskt stöd till utvalda museer och anläggningar med militärhistorisk inriktning.
En förutsättning var att anläggningen är av nationellt intresse, har en stark lokal förankring och bidrar till en heltäckande bild av det svenska försvaret.

## Från norr till söder
Museerna inom SMHA-nätverket är spridda över hela landet – från Abisko i norr till Kristianstad i söder.
Många har en specialinriktning, till exempel artilleri, sjöstridskrafter, stridsfordon, flyg eller infanteri. Andra visar upp fasta anläggningar som fästningar, kustbatterier eller berghangarer. Några av dem berättar även om äldre tider.

## Historik
Här kan du läsa om bakgrunden till kalla kriget och det alliansfria Sverige. Efter kalla kriget bedömdes Sveriges militära anläggningar som onödiga eller föråldrade. Avvecklingen av det gamla försvaret skapade minnen från en tid då hotet om ett kärnvapenkrig var omedelbart.

## Kalla kriget & Sverige
År 1945 slutade andra världskriget. USA och Sovjetunionen hade tillsammans besegrat nazisterna och deras allierade. Men världsfreden var allt annat än tryggad – segermakterna litade inte på varandra och sprickan mellan öst och väst växte.
Försvarsallianser och pakter byggdes upp och delade Europa och världen. Förhållandet mellan USA och Sovjetunionen blev så frostigt att det övergick i ett kallt krig som varade i drygt fyra årtionden. Båda supermakterna var beväpnade med massförstörelsevapen. I händelse av ett verkligt krig riskerade hela mänskligheten att förintas.

## Ensam är stark
Mellan de USA-ledda västmakterna och östblocket av kommunistländer stod Sverige. Landet intog en neutral, alliansfri position och försökte på så vis undkomma militära konflikter. Sverige riktade sina taggar utåt, mot alla håll, som en igelkott i försvarsställning.
Efterfrågan på svenska varor var stor i det krigshärjade Europa. Den svenska staten hade råd att göra betydande investeringar i samtliga tre försvarsgrenar – armén, flygvapnet och marinen.
Utan neutraliteten och alliansfriheten hade Sverige aldrig byggt upp ett av Europas största flygvapen, en respektingivande flotta eller en välrustad armé.

## Invasionsförsvaret hamnar på museum
Kalla kriget nådde sitt slut i och med Berlinmurens fall 1989. Nu minskade behovet av en strikt neutralitet och samtidigt behovet av ett starkt totalförsvar. Sverige behövde inte längre anpassa sig efter hotet om en konflikt mellan två supermakter.
Fokus flyttades stegvis från att försvara det egna landets gränser till fredsbevarande och säkerhetsrelaterade insatser i andra delar av världen.
Militära anläggningar såsom befästningar, flygfält och mobiliseringsförråd bedömdes plötsligt som onödiga eller föråldrade. Från sekelskiftet 2000 skedde avvecklingen av det gamla försvaret i ett rasande tempo.
Sveriges militära baser kom att bli mer eller mindre välbevarade minnen från en tid då hotet om ett kärnvapenkrig var omedelbart och hängde som en skugga över världen.

## Statens fastighetsverk
En samarbetsöverenskommelse har upprättats mellan Statens fastighetsverk (SFV), Statens försvarshistoriska museer (SFHM) och Statens maritima museer (SMM). Syftet med överenskommelsen är att tydliggöra ansvarsfördelningen mellan myndigheterna och att gemensamt vidareutveckla statens försvarshistoriska besöksmål.
För SMHA kommer denna samarbetsöverenskommelse troligen att bidra till nätverket på sikt utökas med ett antal av SFV:s militära historiska fastigheter. En genomgång av verkets fastighetsbestånd visar att omkring 20 borgar och fästningar väl skulle fylla sin plats i SMHA. Som exempel kan nämnas fästningarna på västkusten; Bohus, Carlsten, Nya Älvsborg och Varberg. Vid inloppet till Stockholm finns de något modernare anläggningarna Siaröfortet, Rindö redutt, Oscar Fredriksborgs fästning och Fredriksborgs fästning. I Sydsverige bör Landskrona citadell, Kalmar slott, Malmöhus samt ett antal befästningar i Karlskrona kunna ingå i SMHA.
Gemensam marknadsföring och ett gemensamt agerande för att göra denna del av Sveriges militära historia levande för allmänheten borde gynna alla tre inblandade myndigheterna.

## Riksförbundet Sveriges Militärkulturhistoriska Föreningar
1999 bildades Riksförbundet Sveriges Militärkulturhistoriska Föreningar (RSMF). Syftet var att verka för att svensk militärkulturhistoria levandehålls och för ett samarbete mellan de olika militärkulturhistoriska föreningarna i Sverige. RSMF är även medlemmarnas informations- och samverkansorgan i gemensamma frågor gentemot Försvarsmakten och andra myndigheter och organisationer. Förbundet har drygt 40 medlemsföreningar med omkring 3000 medlemmar varav cirka en tredjedel är mönstrade, utrustade och utbildade. Föreningarna täcker tidsperioden 1400-talet till mitten av 1900-talet och har även ett antal musikkårer och dansgrupper.
Förbundet har sedan april 2008 ett samarbetsavtal med Statens försvarshistoriska museer och ingår därigenom i Sveriges Militärhistoriska Arv. Det samverkar i övrigt med förband, museer, kamrat- och hembygdsföreningar samt kommunala kulturförvaltningar. Förbundets föreningar har även genomfört ett antal internationella uppdrag i Tyskland och Schweiz.

### Ingående museer
- Aeroseum, Göteborg
- Armémuseum, Stockholm
- Arsenalen, Strängnäs
- Artillerimuseet, Kristianstad
- Brigadmuseet i Värmland, Karlstad
- Flygmuseet F 21, Luleå
- Flygvapenmuseum, Linköping
- Fästningsmuseet, Karlsborg
- Försvarsmuseum Boden
- Garnisons- och luftvärnsmuseet, Halmstad
- Garnisonsmuseet Skaraborg, Axevalla hed
- Gotlands försvarsmuseum, Tingstäde
- Gränsförsvarsmuseum, Abisko
- Hemsö fästning, Härnösand
- Hemvärnsmuseet, Vällinge/Södertälje
- Krigsflygfält 16, Brattforsheden
- Marinmuseum, Karlskrona
- Maritiman, Göteborg
- Miliseum, Skillingaryd
- Museet för rörligt kustartilleri, Karlskrona
- Siknäsfortets museiförening, Kalixlinjen
- Rödbergsfortet, Boden
- Skansen klintaberg, Hotagen, Jämtland
- Teknikland, Optand, Östersund
- Teleseum, Enköping (under konstruktion)
- Vaxholms Fästnings Museum, Vaxholm